# Berlingerode
Berlingerode település Németországban, azon belül Türingiában. Lakosainak száma 1223 fő (2023. december 31.).

## Népesség
A település népességének változása:
| Lakosok száma | 1228 | 1220 | 1232 | 1231 | 1223 |
|               | 2017 | 2019 | 2021 | 2022 | 2023 |